# Kopalnia Soli „Solno” w Inowrocławiu

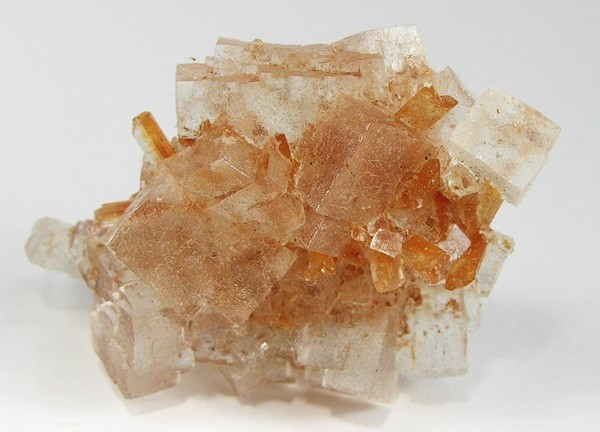
Kryształ halitu z kopalni inowrocławskiej

Kopalnia Soli „Solno” w Inowrocławiu – kopalnia głębinowa soli kamiennej w Inowrocławiu, zlikwidowana w 1986 roku ze względu na zagrożenie wodne. W latach 70. XX w. należała do największych producentów soli w Europie. W jej skład wchodziły: kopalnia „Solno” w Inowrocławiu, warzelnia soli w Inowrocławiu oraz znajdująca się w miejscowości Góra koło Inowrocławia kopalnia otworowa „Góra”. Działalność produkcyjną i handlową przedsiębiorstwa kontynuują Inowrocławskie Kopalnie Soli „Solino” z kopalniami otworowymi w Górze i Przyjmie koło Mogilna.

## Przesłanki wydobycia soli w Inowrocławiu
Na Kujawach produkowano sól warzoną już w czasach prehistorycznych (okres halsztacki). Materialny dowód potwierdzający pradziejową eksploatację salin w rejonie Inowrocławia pochodzi z okresu wpływów rzymskich (I –V w. n.e.) Kolejna wczesnośredniowieczna salina działała na przełomie XI–XII w. w pobliżu obecnego kościoła NMP. Na ślady eksploatacji soli natrafiono podczas badań archeologicznych. Miejscowa ludność od wielu lat donosiła o istnieniu słonych źródeł i skarżyła się na zasolenie wód gruntowych. Napotykano podczas prac ziemnych na gips z iłem na głębokości około 7–8 metrów – takie czynniki były już w XVIII wieku uznane przez Alexandra von Humboldta za związane z występowaniem soli. W 1822 roku specjalista od poszukiwań złóż soli, von Oeynhausen przeprowadził wiercenia w Inowrocławiu i stwierdził, że miasto jest położone na słupie soli, rozciągającym w kierunku północno-zachodnim w stronę Noteci. W latach 1835–1837 prowadzono wiercenia w rejonie rynku, w poszukiwaniu wody do picia, w wyniku których natrafiono na pokład gipsu, spod którego trysnęła solanka o stężeniu 4-5% z głębokości 111,5 m. Efektem dalszych badań było odkrycie wysadu solnego również w Górze (1911) koło Inowrocławia.
Sole kujawskie powstały w górnym permie (od 240 do 225 mln lat temu) wskutek wysychania płytkiego morza epikontynentalnego. Obecnie cechsztyńska formacja solonośna w Polsce zalega na ogół na znacznych głębokościach 2,5-5 km. Powstaniu wysadów lub słupów solnych sprzyjały ruchy tektoniczne od jury (138 mln lat temu) po trzeciorzęd (65 mln lat), które spowodowały spękanie nadkładu i wyciskały słupy soli ku górze w wale kujawsko-pomorskim (od okolic Szczecina po Łódź). Inowrocław położony jest w obrębie zachodniego skrzydła antyklinorium kujawsko-pomorskiego. Posadowiony jest na podziemnej górze solnej o wysokości 6 km, której szczyt zatrzymał się na wysokości 120 m pod powierzchnią ziemi. Wysad solny ma kształt pnia rozszerzającego się ku dołowi, a patrząc z góry ma kształt elipsy o powierzchni około 130 ha (2,5 x 1 km) i pokryty jest czapą gipsową o miąższości 100–180 m wraz z osadami czwartorzędowymi. Wysad oprócz chlorku sodu tworzą sole potasowo-magnezowe, anhydryt i inne skały towarzyszące. W budowie wewnętrznej wysadu stwierdzono przebijanie się masywniejszych, krystalicznych soli starszych poprzez młodsze zawierające przerosty iłu i anhydrytu. Eksploatowany wysad solny znajdujący się pod powierzchnią Inowrocławia ma powierzchnię około 2,5 km na 1 km .

## Historia

### Okres pruski
W 1868 roku na zlecenie pruskiego Ministerstwa Przemysłu i Handlu specjaliści z Wyższego Urzędu Górniczego z Wrocławia rozpoczęli w Inowrocławiu poszukiwania złóż solnych. Przesłanką do tego było istnienie tzw. garbu inowrocławskiego, kryjącego pokłady gipsu i słone źródła, który jak przypuszczano pokrywał wysad solny. W 1871 w otworze „Ost” (przy obecnej ul. Najświętszej Marii Panny) na głębokości 129,6 m natrafiono na lustro solanki. Odkrycie złóż zbiegł się z budową w Inowrocławiu węzła kolejowego, który ułatwił dowóz materiałów do budowy kopalń oraz zbyt soli. Inwestowaniem w przemysł solny interesowali się właściciele kapitałów z kilku prowincji Cesarstwa Niemieckiego. W 1873 w północnej części miasta prawo eksploatacji złóż soli uzyskała pruska salina fiskalna, zaś w południowej przedsiębiorstwa prywatne.
W 1873 Friedrich Grundmann z Katowic wraz ze wspólnikiem Karlem Klausem rozpoczęli budowę pierwszej w Inowrocławiu prywatnej kopalni szybowej pod nazwą „Steinsalzbergwerk Inowrazlaw”. Na głębokości 143 m natrafiono na strop wysadu solnego, którego eksploatacje rozpoczęto w 1878 roku. Oprócz wydobywania solanki przystąpiono też do budowy kopalni głębinowej, z której uzyskiwano gips i sól kamienną na poziomach 122 i 132 m. Pracom wielokrotnie przeszkadzały zalewy wodą, która często uniemożliwiała podjęcie na nowo prac wydobywczych.
W 1873 rozpoczęła produkcję państwowa warzelnia soli „Saline” przy ul. Pakoskiej, do której przez 6 lat doprowadzano rurociągami solankę z otworów wiertniczych „Ost” i „Pielke” w rejonie ul. Solankowej, Narutowicza, Królowej Jadwigi i Staszica, a następnie z konieczności kupowano w prywatnej kopalni F.Grundmanna. W warzelni zatrudnionych było ponad 100 robotników, a produkcja roczna sięgała 15 tys. ton soli spożywczej.
W 1884 roku Królewski Urząd Solny w Inowrocławiu dążąc do zwiększenia zysków z produkcji soli przystąpił do budowy własnej kopalni szybowej. Przy ul. Staropoznańskiej zbudowano szyb „Nr I” oraz podszybie na głębokości 169 m, z którego poprowadzono podziemny chodnik. W trakcie prac odkryto na głębokości 160 m strumień 15% solanki, którą tłoczono bezpośrednio do warzelni. Kolejnym etapem rozwoju przemysłu solnego była budowa w 1880 roku fabryki sody w Mątwach, do której solankę dostarczała kopalnia Grundmanna. W 1904 oba przedsiębiorstwa scalono w spółkę akcyjną „Steinsalz und Soda Werke” (Zakłady soli kamiennej i sody), którą w 1907 wykupił belgijski koncern Solvay SA, potentant europejskiego przemysłu sodowego.
W 1900 roku rządowa kopalnia „Kronprinz” obejmowała trzy pola górnicze: „Ost” (poszukiwania za pomocą odwiertu Ost wykazały obecność solanki na głębokości 129,6 metra oraz warstw soli na głębokości 313,9 metra), „Pielke” i „Bast” oraz warzelnię „Salina”. Szybom nadano stosowne nazwy: Kronprinz I i II i połączono podziemnym chodnikiem. Robotami górniczymi posuwano się w kierunku północnym, pod centrum miasta.
Wiosną 1907 roku wskutek rabunkowej eksploatacji złóż, nie liczącego się z warunkami geologicznymi, nastąpiło zachwianie warunków wodnych. Nagłe zwiększenie wydajności podziemnych strumieni wodnych spowodowało w czerwcu 1907 zalanie wszystkich poziomów eksploatacyjnych kopalni prywatnej, a we wrześniu także kopalni rządowej Sedan i Kronprinz . W tej sytuacji, aby nie dopuścić do wstrzymania produkcji w warzelni soli i fabryce sody, postanowiono podbierać solankę z zatopionych kopalń, wtłaczając w zamian wodę słodką, co doprowadziło z kolei do pojawienia się zjawisk krasowych i w konsekwencji zachwiania statyki warstw gipsu pokrywających wysad solny. Na terenie miasta pojawiły się liczne zapadliska gruntu. Początkowo koncentrowały się one w północnej części miasta, a po 1917 roku w południowej. Zapadliska miały rozmiary do kilkuset metrów, głębokość do kilkudziesięciu metrów, cylindryczne zarysy i pionowe ściany. 9 kwietnia 1909 zapadlisko objęło nowo zbudowany kościół Zwiastowania Najświętszej Marii Panny, gdzie runęło północne ramię transeptu wraz z 20-metrowym murem. Największe zapadliska miały miejsce 7 listopada 1911 przy ul. Orłowskiej (0,14 ha), gdzie zniszczonych zostało kilka domów, 9 lutego 1917 przy ul. Zapadłe (0,20 ha), oraz w 1922 i 1932 roku, gdzie uszkodzona została linia kolejowa z Inowrocławia do Kruszwicy. Powstawanie zapadlisk wpłynęło na zahamowanie rozwoju gospodarczego i przestrzennego Inowrocławia. W śródmieściu wyznaczono obszar zagrożony o powierzchni 155 ha, nie nadający się pod zabudowę. Priorytety miasta przestawiono w pewnym stopniu na rozwój uzdrowiska, które otaczano niską, willową zabudową z zieleńcami i ogrodami. Produkcja soli w latach 1914–1918 zmniejszyła się 10-krotnie względem poprzedniego okresu.

### Okres międzywojenny XX w.
Po zakończeniu I wojny światowej polskie władze państwowe postanowiły kontynuować produkcję soli w Inowrocławiu i sody w Mątwach. W 1919 komisja ekspertów powołana przez Ministerstwo Przemysłu i Handlu II RP zaproponowała ze względu na bezpieczeństwo miasta wstrzymanie poboru solanki z zatopionych szybów, a w zamian budowę nowej kopalni szybowej w Górze, a w późniejszym okresie także w Inowrocławiu z szybem prowadzonym poza złożem, w warstwach dolomitów na wschód od wysadu (wg pomysłu inż. Kikingera). Dawną pruską warzelnię i kopalnię soli przemianowano na Państwową Żupę Solną. Zatrudnienie w 1921 roku sięgało 250, a w 1938 roku – 468 osób.
W 1923 roku zakłady sodowe Solvay w Mątwach podjęły budowę nowej kopalni w Inowrocławiu, zlokalizowanej na polu „Solno” przy ul. Poznańskiej 92. Postanowiono głębić szyb w gipsach i soli, omijając zatopione kopalnie, zakładając nowe wyrobiska pod nimi. W latach 1923–1924 zgłębiono 8 otworów do ługowania złóż soli. Prace wykonywała niemieckie przedsiębiorstwo budownictwa górniczego Tiefbau und Kaltenanlage z Nordhausen. W 1929 ukończono drążenie szybu „Solno I” na głębokości 568 m. Eksploatację podjęto w 1932 roku poprzez pompowanie na powierzchnię nasyconej solanki. Pierwszy poziom kopalni założony został na głębokości 470 m, a pozostałe 5 poziomów głębiej przy zachowaniu wzajemnej odległości 18 metrów, wydobycie prowadzono tzw. alpejskim systemem komorowym; pracowano równocześnie w obrębie pięciu poziomów wydobywczych udostępnionych szybem Solno I. Drążenie wyrobisk prowadzono planowo z zachowaniem bezpiecznych półek i filarów ochronnych, które gwarantowały stabilność geologiczną podłoża. Roboty górnicze prowadzono w kierunku północnym, rozcinając złoże na każdym poziomie chodnikami głównymi o wzajemnej odległości 120 m, połączonymi poprzecznie chodnikami pomocniczymi oraz w pionie szybikami z drabinami co 120–240 m. Prostopadle do chodników głównych co 40 m zakładano komory ługownicze o wysokości 9 m, szerokości końcowej 20 m i długości 100 m. Stopień wykorzystywania złoża wynosił 18%, co zezwalało z reguły na zaniechanie obudowy wyrobisk.
Z uwagi na ługowniczą metodę urabiania złoża, wyrobiska kopalni wyposażone były w rurociągi przepływowe wody i solanki. Wodę doprowadzano z ujęć na Noteci i z jeziora w Ludzisku. Wydobycie solanki na powierzchnię odbywało się rurociągami przy zastosowaniu wysokociśnieniowych pomp odśrodkowych o napędzie elektrycznym.
Wyrobiska podziemne z powierzchnią łączył tylko jednej szyb „Solno I” o średnicy 3 m, co stwarzało zagrożenia dotyczące bezpieczeństwa i wentylacji kopalni. Umożliwiał on transport 4 osób lub 1000 kg ładunku w klatkach szybowych zawieszonych na linach nośnych.
W latach 1932–1945 kopalnia prowadziła eksploatację w południowej części złoża, przy ustabilizowanym wydobyciu wynoszącym 400–700 m³ solanki na dobę. W latach 1930–1939 kopalnia dostarczała przeciętnie 112 800 ton soli rocznie.

### Okres okupacji niemieckiej
W czasie II wojny światowej kopalnia posiadała zarząd niemiecki. Zatrudnienie w listopadzie 1939 sięgało 420 osób. W 1942 przebudowano wieżę szybu „Solno I” z drewnianej na stalową.

### Okres PRL
Po II wojnie światowej nastąpił intensywny rozwój przemysłu solnego i sodowego, co zwiększyło zapotrzebowanie na solankę. W 1948 szyb „Solno I” pogłębiono do 611 m i założono dwa dodatkowe poziomy VII i VIII. Od 1945 do 1949 roku kopalnia należała do Solnego Zrzeszenia Przemysłu Nieorganicznego w Inowrocławiu. W latach 1954–1960 drążono nowy szyb „Solno II” w środkowo-wschodniej części złoża, stosując metodę zgłębiania przez zamrażanie górotworu i obudowę wodoszczelną tubingową. Prace prowadziło Przedsiębiorstwo Budowy Szybów z Bytomia. Szyb doprowadzono do głębokości 658 m i założono podszybia na dziesięciu poziomach. „Solno II” o średnicy 5 m umożliwiał transport 40 osób lub 3000 kg ładunku w dwupiętrowej klatce przemieszczanej przez czterolinową maszynę wyciągową. Stał się on głównym szybem zjazdowym i wydobywczym, który obudowano obiektami technicznymi, socjalnymi i administracyjnymi. Pierwszą partię solanki z szybu uzyskano 3 grudnia 1964 roku.
Od 1957 roku nowym dużym odbiorcą solanki stały się Zakłady Sodowe w Janikowie. Dla jej potrzeb uruchomiono w latach 1957–1959 dodatkową pompownię solanki na poziomie VIII przy szybie „Solno I”.
Od lat 50 XX w. oprócz solanki przemysłowej kopalnia produkowała solankę gorzką (z dużą zawartością siarczanu magnezu) dla potrzeb Uzdrowiska Inowrocław oraz sól warzoną spożywczą, która była ważnym produktem eksportowym. Technologia wytrącania soli z wydobytej solanki polegała na jej termicznym odparowaniu w panwiach ogniowych. Po 1962 roku zastąpiono je panwiami parowymi z urządzeniami do mechanicznego wygarniania otrzymanej soli. Dodatkowe dosuszanie prowadzono w dużych suszarniach tunelowych. Niepowodzeniem zakończyły się w prowadzone w latach 60 XX w. próby produkcji soli w warzelni próżniowej.
W latach 50 XX w. kopalnia „Solno” była jednym z niewielu zakładów przemysłowych województwa bydgoskiego, która utrzymywała kontakty gospodarcze z krajami zachodnioeuropejskimi. Eksport soli kamiennej w latach 1951–1955 wynosił około 30 tys. ton do krajów demokracji ludowej oraz Szwecji i Finlandii). W latach 60 XX w. 50% produkcji soli warzonej przeznaczano na eksport, w tym 109 tys. ton do krajów skandynawskich. Sól eksportowa cechowała się wyższą jakością i lepszymi parametrami, niż produkt dostarczany na rynek krajowy.
W latach 60 XX w. po zakończeniu budowy szybu „Solno II” eksploatację solanki przesunięto w północną część złoża. Założono kolejne 2 poziomy: IX i X (638 m), na którym oddano do użytku w połowie lat 70 XX w. pompownię główną solanki o docelowej wydajności 12 tysięcy m³ na dobę. Robotami górniczymi objęto cały obszar złoża, z wyłączeniem otuliny bezpieczeństwa. Eksploatację prowadzono metodą ługowania, systemem kombinowanym. Chodniki tworzono przez natryskiwanie wodą bieżącą, a właściwe wyrobiska eksploatacyjne przez ługowanie średnio stężoną solanką. W latach 1972–1977 wybudowano nowy szyb „Solno III”, który przejął rolę wentylacyjną i zastąpił szyb „Solno I” – wyłączony z ruchu i odizolowany od wyrobisk kopalnianych. Przez cały okres działalności, kopalni towarzyszyło zagrożenie zalaniem przez wody podziemne, zagrożenie gazowe oraz wyrzutami skał i gazów.
W latach 70 XX w. w skład Inowrocławskich Kopalni Soli im. Bolesława Krupińskiego wchodziły: kopalnia „Solno” w Inowrocławiu, Zakład Przeróbczy Soli oraz znajdująca się w miejscowości Góra koło Inowrocławia Kopalnia Otworowa „Góra”. Skutkiem powstałej sytuacji było rozbicie kosztów wydobycia soli kamiennej na trzy, pracujące w ograniczonym zakresie swoich możliwości, szyby kopalniane, gdyż ich urobek przekraczał możliwości wchłonięcia tego surowca przez przemysł. W 1970 roku moce produkcyjne dwóch szybów „Solno I” i „Solno II” w Inowrocławiu wynosiły około 1,09 mln ton soli, a szybu w Górze około 1,00 mln ton soli rocznie. Łączne zatrudnienie sięgało 1000 pracowników, a  produkcja soli wynosiła 1,1 mln ton w 1961 roku i 2 mln ton w latach 70 XX w. Stawiało to zakład wśród największych tego typu w Europie. Głównymi odbiorcami soli przemysłowej były: Inowrocławskie Zakłady Chemiczne, Janikowskie Zakłady Sodowe oraz Zakłady Chemiczne Zachem w Bydgoszczy. Sól warzoną wysyłano na rynek krajowy oraz na eksport. W 1976 r. zlikwidowano działającą od 1879 roku warzelnię soli w Inowrocławiu, a w zamian uruchomiono nową warzelnię przy Zakładach Sodowych w Janikowie.
W przedsiębiorstwie od 1968 roku funkcjonowała 40-osobowa dęta orkiestra górnicza, która uświetniała ważne uroczystości w zakładzie, mieście i regionie. Muzycy występowali w strojach galowych tj. w górniczych mundurach z czerwonymi pióropuszami.
Mimo że podczas całej swej działalności wydobywczej kopalnia "Solno" osiągała korzystne wskaźniki ekonomiczne, na początku lat 80 XX w. zaczęto rozważać decyzję o likwidacji kopalni.
W ciągu 50 lat prawie całkowicie wyeksploatowano zasoby przemysłowe złoża. Dalsza eksploatacja w ciągu 30-40 lat była możliwa jedynie poprzez wybieranie zalegających głębiej zasobów, z najniższego poziomu X. Jednak pozostawienie systemu chodników groziło w dłuższej perspektywie wdarciem się do wyrobisk wód spoza wysadu solnego, które mogły spowodować w mieście zapadliska. Obawiano się powtórzenia się katastrofy kopalni soli w Wapnie, która miała miejsce w sierpniu 1977, kiedy to wskutek przerwania przez wodę warstwy ochronnej doszło do całkowitego zalania kopalni i dużych zapadlisk, które objęły miejscowość wraz z linią kolejową. Ewakuowano 1,4 tys. osób, z których część utraciła domy i została przesiedlona.
W 1982 roku kopalnię postawiono w stan likwidacji, co wywołało duże kontrowersje w społeczeństwie Inowrocławia i województwa, gdyż pozbawiała miasto jednego z walorów ekonomicznych i turystycznych. 1 kwietnia 1986 roku na mocy Decyzji Ministra Przemysłu Chemicznego i Lekkiego przystąpiono do planowej likwidacji kopalni „Solno”. 26 czerwca 1986 roku rozpoczęto wtłaczanie do wyrobisk kopalni ługów sodowych prowadzonych rurociągami z Inowrocławskich Zakładów Chemicznych „Soda-Mątwy” i Janikowskich Zakładów Sodowych. Podczas zalewania kopalni stwierdzono ucieczkę wody przez podziemne szczeliny. W związku z tym zamiast 13,5 wlano 30 mln m³ posodowych ścieków z dodatkiem tłucznia wapiennego. Dodatkowo w 1992 roku do podziemi wtłaczano niebezpieczne odpady pogazownicze. Istnieją podejrzenia, że kopalnia nie została w pełni zalana solanką, a na najwyższych poziomach kopalni zamiast solanki są puste komory wypełnione metanem.
W całym okresie działalności kopalni wydobyto 100 mln m³ solanki z 1400 komór - każda o wymiarach 100 m długości, 20 m szerokości i 9 m wysokości. Objętość wszystkich wyrobisk wynosiła około 15,4 mln m³, a łączna długość chodników pod miastem wyniosła 290 km.
Dalszą działalność produkcyjną skoncentrowano w kopalni w Górze oraz nowo otwartej w Przyjmie koło Mogilna oraz w Kopalni Soli Góra w Radojewicach  przez firmę IKS Solino, największego polskiego producenta solanki, która należy do grupy Orlen . W 1997 r. zniknęła z krajobrazu miasta wieża wyciągowa szybu „Solno I”. Wieże szybowe w Inowrocławiu rozebrano w latach 1994–1997.

## Zagrożenia kopalni „Solno”

### Zagrożenie wodne
Zagrożenie zalania kopalni wynikało ze skomplikowanej budowy złoża i warunków hydrogeologicznych. Eksploatowany wysad solny otaczały zawodnione utwory jurajskie. Dodatkowo w sąsiedztwie istniały wyrobiska dwóch zatopionych starych kopalń oddzielone półką solną o grubości 290–330 m oraz komory po eksploatacji otworowej oddzielone od wyrobisk kopalni filarem, a lokalnie półką o grubości zaledwie 70 m. W trakcie prowadzenia robót górniczych kawerny i szczeliny były otwierane, a wypływające z nich ługi mogły doprowadzić do zatopienia kopalni.
Mimo wielu zabiegów szyby „Solno I” i „Solno II” zostały na pewnym etapie ich budowy zatopione w sposób katastrofalny. Utrzymanie ich w stanie zapewniającym bezpieczeństwo wymagało ciągłej obserwacji oraz prowadzenia systematycznych prac konserwacyjnych i doszczelniających. W  okresie działalności kopalni natrafiono na ok. 200 wycieków, z czego 159 podlegało ścisłej obserwacji.

### Zagrożenie gazowe
Występowanie gazów było związane z budową geologiczną złoża. W szczelinach, kawernach, kryształach solnych i przestrzeni międzykrystalicznej występowały: metan, etan, siarkowodór, wodór, dwutlenek węgla i azot, przy czym ich koncentracja była zróżnicowana. Uwalnianie się gazów następowało w sposób ciągły, a procesowi ługowania towarzyszyły trzaski. Wydzielające się gazy stanowiły dla załogi kopalni zagrożenie wybuchem (metan, etan, wodór) lub zatruciem (siarkowodór).

### Zagrożenie wyrzutami gazów i skał
Zagrożenie wyrzutami gazów i skał wynikało z faktu, że w południowo-wschodniej części kopalni na wszystkich poziomach zalegały sole mające skłonność do nagłego rozprężania się, w wyniku czego następował wyrzut rozdrobnionej skały solnej wraz z gazem.

## Pozostałe informacje
- W 1956 podczas eksploatacji złoża w południowo-wschodniej części kopalni nastąpił największy w polskim górnictwie solnym wyrzut gazów i skał. Masa wyrzuconej skały solnej wynosiła 800 ton i zniszczyła uzbrojenie chodnika na długości 150 m, a kawerna powyrzutowa połączyła wyrobiska chodnikowe poziomu VII i VIII[9].
- W 1957 roku w trakcie zgłębiania szybu „Solno II” nastąpiło gwałtowne wdarcie się solanki i wody do szybu z głębokości 140 m (czapa anhydrytowo-gipsowa)[9]. Gdyby wdarcie się wody nastąpiło około 2 miesiące później, to po zbiciu chodnika z szybem nie byłoby żadnej możliwości technicznej uratowania szybu i kopalni. Zalanie kopalni pociągnęłoby za sobą katastrofalne skutki dla powierzchni i zabudowy Inowrocławia[9]. Tylko szczęśliwemu zbiegowi okoliczności można zawdzięczać uniknięcie wielkiej tragedii.
- W 1971 roku podczas wykonywania otworów badawczych przewiercono mocno zawodnione piaski jurajskie. Ciśnienie w otworze sąsiadującym o 38 m od chodnika wynosiło 47 atmosfer i groziło zniszczeniem warstwy ochronnej i zalaniem kopalni[9]. Wdarciu się wody uniknięto dzięki pośpiesznej likwidacji otworu i działaniu urządzeń zabezpieczających.
- W okresie powojennym w wyrobiskach kopalni „Solno” prowadzono badania w zakresie ługownictwa otworowego, możliwości przechowywania olejów i paliw płynnych w wyrobiskach solnych oraz statyki górotworu. Uczestniczyły w nich m.in.: Akademia Górniczo-Hutnicza im. Stanisława Staszica w Krakowie, Główny Instytut Górnictwa, Polska Akademia Nauk, Wojskowa Akademia Techniczna im. Jarosława Dąbrowskiego w Warszawie oraz Ośrodek Badawczo-Rozwojowy Górnictwa Surowców Chemicznych[9].
- Kopalnia w Inowrocławiu stanowiła unikat w skali światowej w zakresie odsłonięcia wyrobiskami pokładów solnych okresu cechsztyńskiego. O jej wyjątkowości stanowiła cała paleta barw soli, którą nadawały jej zanieczyszczenia tlenkami metali. W wyniku prowadzenia robót metodą ługowniczą, ociosy wyrobisk górniczych miały nienaruszoną strukturę, przez co ukazywały naturalne barwy różnokolorowych soli. Ściany naturalnych grot inkrustowane były kryształami minerałów o różnorodnych formach i wielkości. Dominowały kolory: różowy i czerwony (halit i sylwin), niebieski (halit), miodowy (karnalit)[9]. Do najciekawszych miejsc w kopalni należała komora „Echo”, gdzie cała podłoga i ściany  były kryształowe złożone z przezroczystych halitów[23]. Spotykano także groty pełne stalaktytów, stalagmitów i stalagnatów, a na poziomie IX (619 m) – naturalną grotę kryształową[23]
- Kopalnia nie była udostępniona dla regularnego ruchu turystycznego z powodu najwyższego stopnia zagrożenia metanowego[23]. Dopiero w latach 70. wyznaczono trasę do tzw. Grot Kryształowych, która stała się turystyczną atrakcją Inowrocławia[24].
- W 1973 z okazji 100-lecia solarstwa w Inowrocławiu w podziemnej komorze „Teatralnej” o ścianach z różowych kryształów soli, słynącej z akustyki, ustawiono scenę i widownię na 400 osób oraz organizowano imprezy, akademie, górnicze Barbórki oraz koncerty muzyczne[21].
- W kopalni w komorze „Zwarycza” na głębokości 542 m znajdował się wykuty w soli podświetlany „Obelisk Krzyż” ku pamięci zmarłych w kopalni górników[23], natomiast w podziemnej hali pomp podszybia „Solno I” w 1947 namalowano obraz patronki górników św. Barbary[23]
- W marcu 1985 roku na zlecenie dyrekcji Wytwórnia Filmów Oświatowych w Łodzi nakręciła 19-minutowy film „Kopalnia Solno” obrazujący technologię kopalni, stanowiska pracy oraz eksploatacji produktu. Rok później filmowcy (reż. Wiesław Drymer i operator Stefan Czyżewski) nakręcili drugi 15-minutowy, kolorowy film w konwencji impresji, której tematem było zatapianie kopalni, pod tytułem „Pół kilometra pod Inowrocławiem”. Muzykę do filmu nagrano w podziemiach kopalni[25].
- W 1987 udostępniono w Muzeum im. Jana Kasprowicza w Inowrocławiu stałą wystawę „Kopalnia soli Solno I”, której scenariusz opracowali: dr Czesław Sikorski, mgr inż. Michał Hus oraz mgr inż. Zbigniew Jasiński. Obok różnych eksponatów ilustrujących warzelnicze i górnicze tradycje Inowrocławia eksponowane są tu okazy barwnych minerałów pochodzących z wyrobisk kopalni. W 2007 zbiory muzealne przeniesiono do Pałacu Mieszczańskiego przy ul. Solankowej 33[3].
- 21 stycznia 2011 w piwnicach Teatru Miejskiego otwarto stałą wystawę inowrocławskiego solnictwa. W kilku salach znajdują się m.in.: replika saliny średniowiecznej, kapliczka górnicza z krzyżem wyrzeźbionym w soli, chodnik kopalniany z wagonikami, drabina pokryta zaciekami solnymi, replikę warzelni soli, natrysk chodnikowy, solne żyrandole, kopia obrazu św. Barbary, sprzęt i górniczy ubiór oraz część poświęcona orkiestrze górniczej[26][27].
- W styczniu 2013 wokół sanatorium „Przy Tężni” zawiązała się grupa inicjatywna, która zamierza doprowadzić do rewitalizacji zalanej kopalni soli w Inowrocławiu. Odtworzone solne komnaty planuje się przeznaczyć na potrzeby sanatoriów, imprez, bankietów oraz zwiedzania. Rewitalizację kopalni pod kątem nadania jej nowej funkcji turystyczno-uzdrowiskowej zgłoszono do strategii rozwoju województwa kujawsko-pomorskiego na lata 2012–2020[28]. Realność tego przedsięwzięcia nie jest jednak pewna i wymaga wielu analiz[29]